# Suntel
Dialog Broadband Networks (DBN) fue el segundo mayor operador de telefonía fija de Sri Lanka con una red inalámbrica en toda la isla digital. La empresa utiliza tecnologías como CDMA 2000 1x, DECT, E-1 R2/PRI, CorDECT etc, para conectar a miles de clientes residenciales y empresas. Diálogo Axiata PLC adquirió Suntel en 2012 y ahora es operado por su filial Dialog Broadband Networks.

## Servicios de Suntel
- Servicios de telefonía fija (Wireless Local Loop / CDMA 20001x)
- Internet (WiMAX, TD-LTE)
- Los servicios gestionados
- Internet Data Center Servicios
- Red privada virtual (VPN MPLS es)
- Redes de datos corporativos
- Valor comerciales y residenciales de Alta Servicios